# Museo de la inocencia (Estambul)
El museo de la Inocencia (en turco: Masumiyet Müzesi) es un museo en el barrio de Çukurcuma del distrito de Beyoğlu en Estambul, Turquía. Orhan Pamuk, el Premio Nobel de Literatura turco,  creó el museo conjuntamente con su novela epónima. El museo y la novela fueron creados en tandem, centrados en la historia de dos familias de Estambul. En el 2014 el museo fue galardonado como ganador del Premio al Mejor Museo Europeo del 2014.
La narración y el museo se asoman a la vida en Estambul de las clases altas entre la década de 1970 hasta comienzos del 2000. La novela cuenta la historia de Kemal, un habitante de Estambul de clase acomodada que se enamora de su prima pobre, y el museo exhibe artefactos parte de esta historia de amor. De acuerdo a lo que se indica en el sitio web del museo, en el museo se exhiben aquellos elementos y objetos que los personajes de la novela "usaban, se ponían, escuchaban, veían, coleccionaban y con lo que soñaban, todo meticulosamente ordenado en cajas y exhibidores."
La colección, incluye más de mil objetos, y se encuentra en una casa del siglo XIX en la esquina de Çukurcuma Sk y Dalgiç Sk.